# マリウポリ
座標: 北緯47度7分 東経37度33分 / 北緯47.117度 東経37.550度
マリウポリ（マリウーポリ；ウクライナ語: Маріуполь [mɐr⁽ʲ⁾iˈupolʲ] ( 音声ファイル) マリウーポリ）は、ウクライナ・ドネツク州にある、アゾフ海に面した港湾都市である。2022年ロシアのウクライナ侵攻により、2022年5月以降、ロシアの支配下にある。2カ月超の激戦で、国連によると集合住宅の9割が損壊し、人口の8割強にあたる35万人が市外へ退避を余儀なくされた。占領後はウクライナ人避難民の代わりにロシア政府主導でロシア人の入植が活発に行われている。

## 概要
カルミウス川の河口があり、ウクライナの穀物積出港として栄えた。近くにクリビイリフ鉄山とドネツ炭田があることから、工業都市としても発展した。2つの大きな鉄鋼製造企業（イリイチ製鉄所とアゾフスタリ製鉄所）がある。また、冶金学の大学もある。
ソビエト連邦時代の1948年から1989年までは、アンドレイ・ジダーノフに因んでジダーノフ (Zhdanov) と呼ばれていた。住民はウクライナ人、ロシア人の他には、ギリシャ系のポントス人が2万人を超える。2014年からのウクライナ東部紛争では親ロシア派占領地域と対峙する最前線であり、避難民も多く流入していた。

## 気候
ケッペンの気候区分では温暖湿潤気候（Cfa）と亜寒帯湿潤気候（Dfa）の境界付近になる。
| マリウポリ (1991–2020, 極値1955年– )の気候                                      | マリウポリ (1991–2020, 極値1955年– )の気候 | マリウポリ (1991–2020, 極値1955年– )の気候 | マリウポリ (1991–2020, 極値1955年– )の気候 | マリウポリ (1991–2020, 極値1955年– )の気候 | マリウポリ (1991–2020, 極値1955年– )の気候 | マリウポリ (1991–2020, 極値1955年– )の気候 | マリウポリ (1991–2020, 極値1955年– )の気候 | マリウポリ (1991–2020, 極値1955年– )の気候 | マリウポリ (1991–2020, 極値1955年– )の気候 | マリウポリ (1991–2020, 極値1955年– )の気候 | マリウポリ (1991–2020, 極値1955年– )の気候 | マリウポリ (1991–2020, 極値1955年– )の気候 | マリウポリ (1991–2020, 極値1955年– )の気候 |
| 月                                                                              | 1月                                        | 2月                                        | 3月                                        | 4月                                        | 5月                                        | 6月                                        | 7月                                        | 8月                                        | 9月                                        | 10月                                       | 11月                                       | 12月                                       | 年                                         |
| ------------------------------------------------------------------------------- | ------------------------------------------ | ------------------------------------------ | ------------------------------------------ | ------------------------------------------ | ------------------------------------------ | ------------------------------------------ | ------------------------------------------ | ------------------------------------------ | ------------------------------------------ | ------------------------------------------ | ------------------------------------------ | ------------------------------------------ | ------------------------------------------ |
| 最高気温記録 °C （°F）                                                          | 10.0 (50)                                  | 15.0 (59)                                  | 19.6 (67.3)                                | 30.0 (86)                                  | 33.9 (93)                                  | 37.0 (98.6)                                | 37.8 (100)                                 | 38.0 (100.4)                               | 34.4 (93.9)                                | 27.1 (80.8)                                | 18.0 (64.4)                                | 14.1 (57.4)                                | 38.0 (100.4)                               |
| 平均最高気温 °C （°F）                                                          | 0.0 (32)                                   | 0.7 (33.3)                                 | 6.1 (43)                                   | 13.6 (56.5)                                | 20.5 (68.9)                                | 25.5 (77.9)                                | 28.3 (82.9)                                | 27.9 (82.2)                                | 21.6 (70.9)                                | 14.1 (57.4)                                | 6.3 (43.3)                                 | 1.5 (34.7)                                 | 13.8 (56.8)                                |
| 日平均気温 °C （°F）                                                            | −2.4 (27.7)                                | −2.0 (28.4)                                | 2.8 (37)                                   | 9.8 (49.6)                                 | 16.5 (61.7)                                | 21.2 (70.2)                                | 23.8 (74.8)                                | 23.3 (73.9)                                | 17.3 (63.1)                                | 10.6 (51.1)                                | 3.7 (38.7)                                 | −0.9 (30.4)                                | 10.3 (50.5)                                |
| 平均最低気温 °C （°F）                                                          | −4.6 (23.7)                                | −4.5 (23.9)                                | 0.1 (32.2)                                 | 6.3 (43.3)                                 | 12.4 (54.3)                                | 16.7 (62.1)                                | 18.9 (66)                                  | 18.3 (64.9)                                | 13.1 (55.6)                                | 7.2 (45)                                   | 1.2 (34.2)                                 | −3 (27)                                    | 6.8 (44.2)                                 |
| 最低気温記録 °C （°F）                                                          | −27.2 (−17)                                | −25 (−13)                                  | −20 (−4)                                   | −7.3 (18.9)                                | 0.0 (32)                                   | 5.6 (42.1)                                 | 8.9 (48)                                   | 5.0 (41)                                   | −1.1 (30)                                  | −8 (18)                                    | −17 (1)                                    | −24.5 (−12.1)                              | −27.2 (−17)                                |
| 降水量 mm （inch）                                                              | 47.9 (1.886)                               | 42.4 (1.669)                               | 39.3 (1.547)                               | 38.7 (1.524)                               | 38.4 (1.512)                               | 56.4 (2.22)                                | 46.3 (1.823)                               | 37.0 (1.457)                               | 44.3 (1.744)                               | 33.7 (1.327)                               | 49.3 (1.941)                               | 52.2 (2.055)                               | 525.9 (20.705)                             |
| 平均降水日数 （≥1.0 mm）                                                        | 8.3                                        | 7.1                                        | 7.7                                        | 6.4                                        | 5.9                                        | 7.1                                        | 4.8                                        | 3.6                                        | 5.3                                        | 5.2                                        | 7.3                                        | 8.3                                        | 77.0                                       |
| % 湿度                                                                          | 87.8                                       | 85.6                                       | 83.0                                       | 76.4                                       | 71.6                                       | 70.9                                       | 66.7                                       | 64.9                                       | 70.0                                       | 78.2                                       | 87.1                                       | 88.3                                       | 77.5                                       |
| 出典1：Pogoda.ru.net (temperatures and record high and low)                     |                                            |                                            |                                            |                                            |                                            |                                            |                                            |                                            |                                            |                                            |                                            |                                            |                                            |
| 出典2：World Meteorological Organization (precipitation and humidity 1981–2010) |                                            |                                            |                                            |                                            |                                            |                                            |                                            |                                            |                                            |                                            |                                            |                                            |                                            |

## 住民
市内では民族に関係なく、伝統的にロシア語が話されているが、民族的にはウクライナ人とロシア人でほぼ均衡してきて、市内にはまたギリシャ系少数民族のマリウポリ・ギリシャ人（Mariupol Greek）もいる。
2002年には、ウクライナ人が最大の割合（48.7％）を占めていたが、人口の半分未満で、次に大きな民族はロシア人（44.4％）であった。また、2017年6月から7月の調査によると、ウクライナ人はマリウポリの人口の59％に増えて、ロシア人の割合は33％に低下した。
この都市には、ウクライナで最大のポントス・ギリシャ人も21,900人いて、近隣の6つの農村地域にも31,400人がいて、この地域にはウクライナのポントス・ギリシャ人の約70％が集中している。

## 経済
マリウポリはウクライナでも有数の工業都市として知られていて、イリイチ製鉄所（同国で歴史が最も古いクリヴォリジュスタリ製鉄所に次いで第2位）、アゾフスタリ製鉄所（同国第3位）、アゾフマシュ（Azovmach、機械類製造）、アゾフ造船所（Azov Shipyard）、マリウポリ港（Mariupol sea trading port）、アゾフ海船舶（Azov sea shipping）などの会社が置かれている。

## 歴史

### 名前の由来

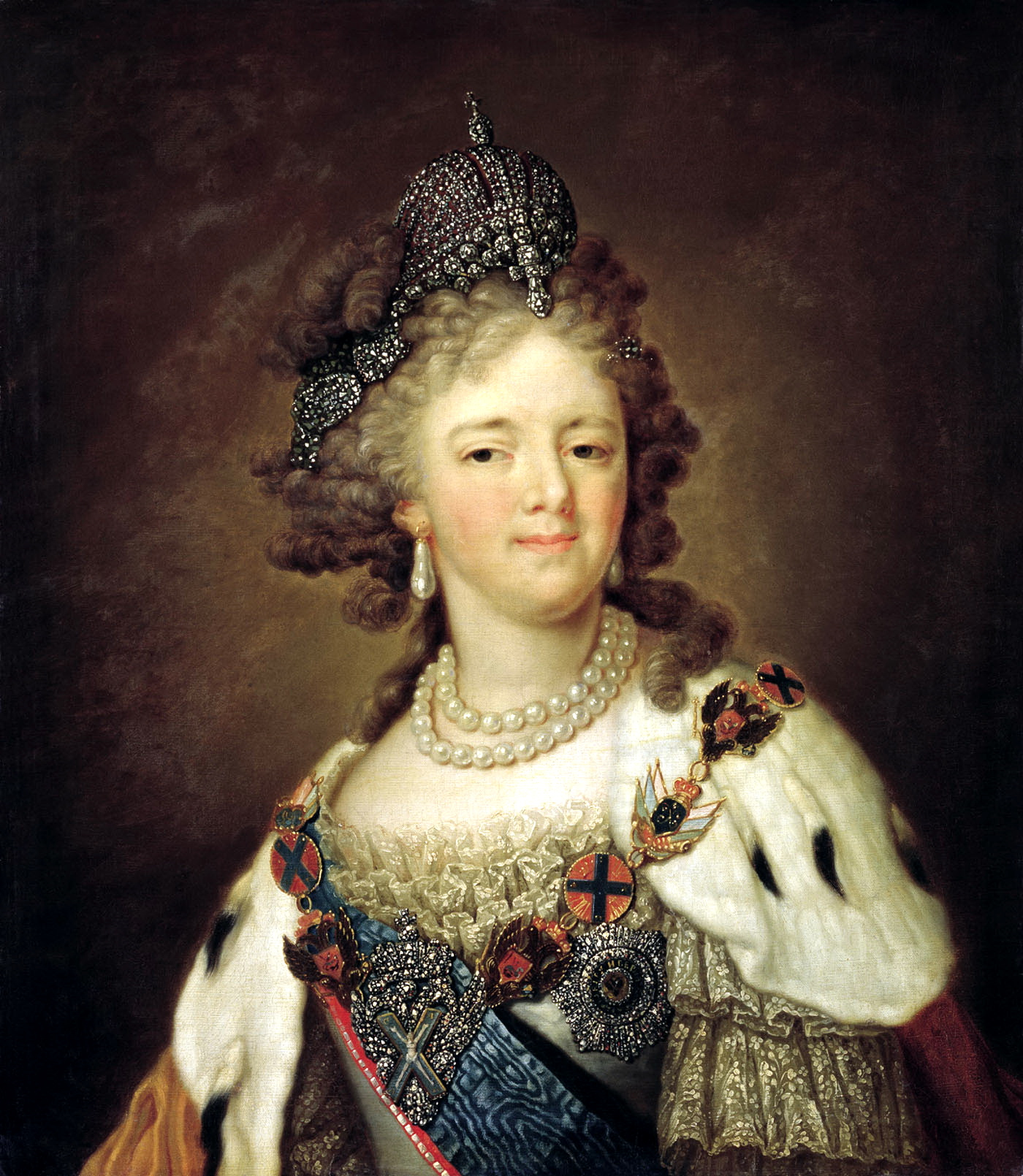
ロシア帝国時代のマリア・フョードロヴナ (パーヴェル1世皇后)

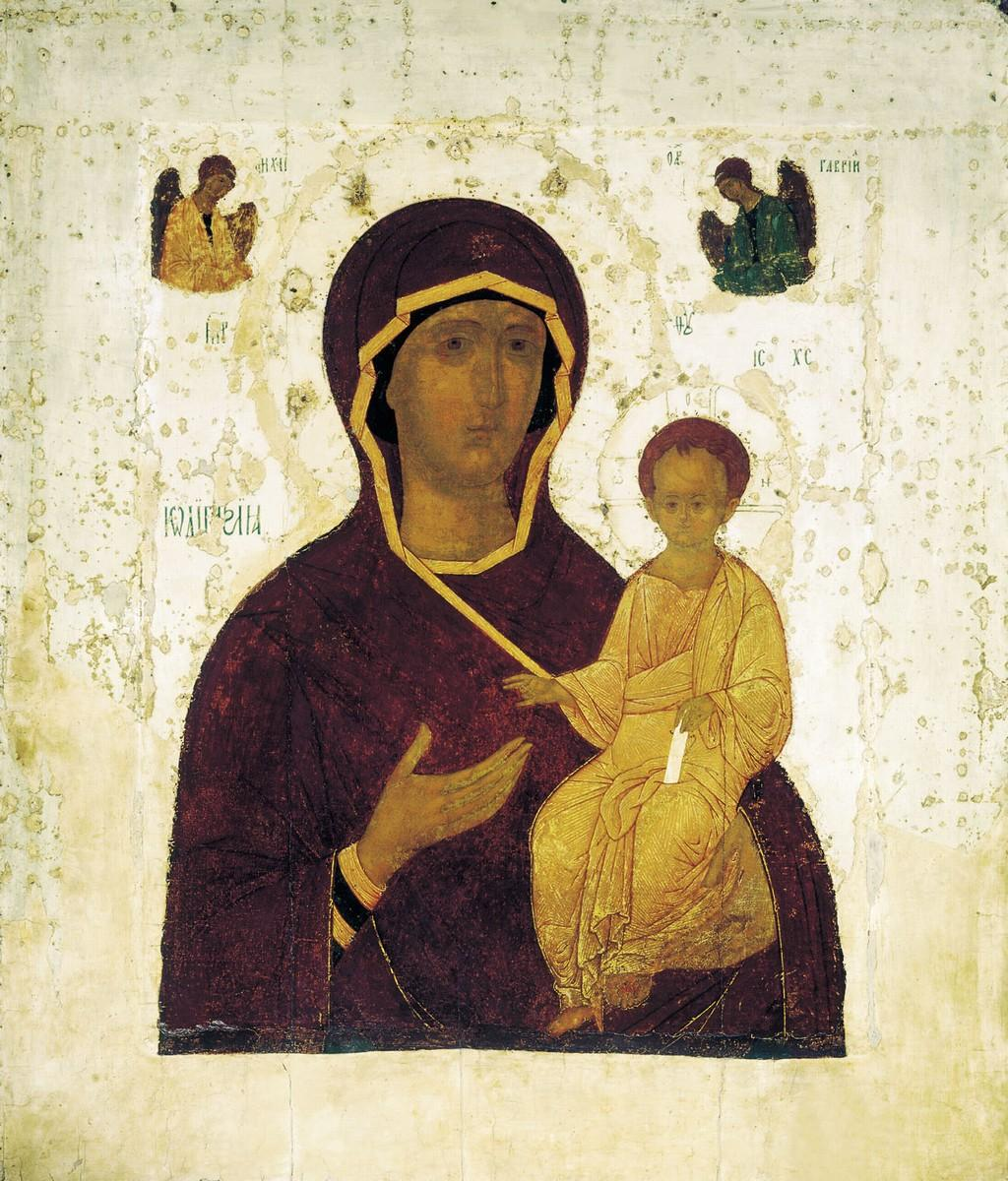
聖母マリアのイコン（1500年頃）

この地域の16世紀の初期には、カルミウスと呼ばれるコサックの砦があった。砦はまた、街の隣を流れる川（カルミウス川）にその名前をつけた。1948年から1989年の間、この都市はジダーノフと呼ばれていた。ロシア・トルコ戦争（1768年～1774年）後、ロシア帝国アゾフ県知事ヴァシリーA.チェルトコフは、1778年に新しい町を計画した。1779年9月29日、カルミウス郡にマリアノポル市（ギリシア語: Μαριανόπολη）が設立された。ロシア当局にとっては、この都市はロシア皇后マリア・フョードロヴナにちなんで名付けられた。事実上、クリミア半島の都市バフチサライ郊外のギリシャ人入植地マリヤンポレ（この名前は聖母マリアとそのイコンに由来している）にちなんで名付けられた。その後、1780年にロシア当局はクリミア半島から多数のギリシャ人正教徒を強制移住させた。

### クリミア危機・ウクライナ東部紛争後のマリウポリ
2014年ウクライナ騒乱から続く混乱の中で、ドネツィク州の州都ドネツィクが分離・独立派に占拠されたため、マリウポリは同州の臨時的な州都となったが、その後、クラマトルスクへ移転している。ウクライナ軍やウクライナ国家親衛隊と分離独立派による激しい戦闘の舞台となっており、多くの市民が犠牲になった。マリウポリの戦いではアゾフ大隊の活躍があり、同大隊の本拠地が置かれている。
2015年1月24日の朝、30秒の間に126発のロケット弾が旧ソ連時代からの団地に撃ち込まれた。子ども2人を含む民間人30人が死亡し、117人が負傷した（マリウポリ砲撃 (2015年)）。
ロシアによるクリミアの併合で、アゾフ海と黒海を結ぶケルチ海峡の両岸がロシア連邦の実効支配下に置かれた。アゾフ海を出入りする貨物船は、クリミア大橋建設に伴うサイズ規制や検査を受けるようになったうえ、2018年11月にはウクライナ艦艇がロシア国境警備隊に拿捕される事件が起き、保険引き受けが拒否されるようになった。マリウポリ港を利用していた工業地帯が親ロシア派に制圧されていた影響もあり、マリウポリの経済は大きな打撃を受けている。

## ロシアのウクライナ侵攻

### 2022年の情勢
2022年2月24日に始まったロシアによるウクライナ侵攻では、ロシアにとって戦闘上要衝であると思われ、ウクライナ国家親衛隊のアゾフ連隊との戦闘が激化し、同年3月3日までに市内がロシア連邦軍に包囲される事態となった。鉄道が破壊され市外への移動ができなくなったほか、電気や水道の供給も止まった。ショッピングモールで掠奪があったという情報もあり、混乱している模様。

3月9日には、ロシア軍が産婦人科、小児科を有する病院を爆撃、ウクライナ政府は6歳の少女を含む3人が死亡、17人が負傷したと発表した。この病院の爆撃について、ロシアのセルゲイ・ラブロフ外相は「患者はいなかった。病院は長年、ウクライナ軍の極右のネオナチ部隊（アゾフ連隊）に占拠されていた」と反論した。
3月16日には市内の劇場が破壊。当時劇場には避難所として1,000人以上の市民がおり、多くの犠牲者が出たと報道され、それに対しロシア側は攻撃を否定し、「アゾフ連隊が劇場を爆破した」と主張した。
3月21日、国際人権団体ヒューマン・ライツ・ウォッチはマリウポリで民間人死者数が累計で3,000人を超えたとする同市幹部の推計を明らかにした。
ドネツク人民共和国のデニス・プシーリン首長は2022年4月6日に親露派の政治家コンスタンチン・イワシュシェンコ（Konstantin Ivashchenko）を新しい「市長」に任命した。
抵抗勢力が残っていた製鉄所では、5月に焼夷弾か白リン弾が使われた可能性がある。

### 2023年の情勢
2023年5月19日、マリウポリの空港で大規模な爆発が発生。ロシア側は、被害をイギリスが供与した長距離ミサイルであるストーム・シャドウによるものと発表している。

## 交通
- マリウポリ市電